# 宋克达
宋克达（1928年—1995年），江苏盐城人，中国人民解放军将领、中国人民解放军中将。
1988年，授予中国人民解放军中将，曾任沈阳军区政治委员。